# Гулецкий, Евгений Александрович
Евгений Александрович Гулецкий (бел. Яўген Аляксандравіч Гулецкі; род. 15 января 2001, Марково, Минская область) — белорусский футболист, защитник капанского «Гандзасара».

## Карьера

### «Энергетик-БГУ»
Начинал заниматься футболом в молодечненской ДЮСШ №4, откуда затем в юношеском возрасте футболист перебрался в РУОР. В 2018 году футболист перебрался в «Энергетик-БГУ», где футболист продолжал выступать на юношеском уровне. В сентябре 2018 года футболист стал впервые попадать в заявку основной команды клуба. Дебютировал за клуб футболист 8 сентября 2018 года в матче против «Чисти», выйдя на замену на 72 минуте матча. В своём дебютном сезоне футболист провёл за основную команду клуба всего лишь несколько матчей, однако помог стать серебряным призёром чемпионата, получив прямое повышение в Высшую лигу. В начале 2019 года футболист начинал готовиться к новому сезону с основной командой клуба. В марте 2019 года футболист покинул клуб.

### «Арсенал» Дзержинск

#### Сезон 2020
В марте 2019 года футболист на правах свободного агента присоединился к борисовскому БАТЭ. В клубе футболист стал выступать за дублирующий состав, к основной команде клуба не привлекавшись. В феврале 2020 года футболист на правах арендного соглашения присоединился к дзержинскому «Арсеналу» до конца сезона. Дебютировал за клуб футболист 6 июня 2020 года в матче Кубка Беларуси против пинского клуба «Стэнлес», выйдя на поле в стартовом составе. Первый матч в чемпионате футболист сыграл 13 июня 2020 года против речицкого «Спутника», выйдя на поле в стартовом составе. Первым результативным действием за клуб футболист отличился 23 августа 2020 года в матче против микашевичского «Гранита», отдав голевую передачу. В октябре 2020 года футболист был полноценно выкуплен дзержинским клубом у борисовского БАТЭ. По итогу сезона футболист вместе с клубом завершил чемпионат на итоговом четвёртом месте.

#### Сезон 2021
В феврале 2021 года футболист на полноценной основе перешёл в брестский «Рух», однако остался в дзержинском «Арсенале» на правах арендного соглашения ещё на сезон. Новый сезон футболист начал 6 марта 2021 года с четвертьфинального матча Кубка Беларуси против жодинского «Торпедо-БелАЗ», выйдя на поле в стартовом составе. Первый матч в чемпионате футболист сыграл 18 апреля 2021 года против петриковского «Шахтёра», выйдя на поле в стартовом составе. Вместе с клубом футболист смог досрочно стать победителем чемпионата. На протяжении сезона футболист выступал в дзержинском клубе в роли одного из ключевых игроков, однако результативными действиями не отличился. По окончании срока арендного соглашения футболист покинул клуб.

#### Сезон 2023
В начале 2022 года футболист начинал готовиться к новому сезону в составе брестского «Руха», однако тот в свою очередь снялся с розыгрыша чемпионата. В марте 2022 года футболист на правах арендного соглашения вернулся в дзержинский  «Арсенал» до конца сезона. Свой дебютный матч в чемпионате футболист сыграл 20 марта 2022 года против «Гомеля», выйдя на замену на 54 минуте. Дебютный гол за клуб футболист забил 15 июля 2022 года в матче против борисовского БАТЭ. По итогу сезона футболист вместе с клубом завершил чемпионат в зоне стыковых матчей. По итогу стыковых матчей против рогачёвского «Макслайна» дзержинский клуб потерял прописку в высшем дивизионе, вылетев в Первую лигу. На протяжении сезона футболист был одним из основных игроков клуба, отличившись 3 забитыми голами. По окончании срока арендного соглашения футболист покинул клуб, получив статус свободного агента.

### «Ислочь»
В декабре 2022 года футболист проходил просмотр в «Ислочи». В январе 2023 года футболист официально присоединился к клубу, с которым подписал двухлетний контракт. Дебютировал за клуб футболист 18 марта 2023 года в матче против минского «Динамо», выйдя на поле в стартовом составе. Однако затем футболист выбыл из распоряжения клуба, отправившись выступать за дублирующий состав, к основной команде больше не привлекавшись. В мае 2023 года футболист покинул клуб, расторгнув контракт по соглашению сторон.

### «Витебск»
В июне 2023 года футболист на правах свободного агента перешёл в «Витебск», подписав контракт до конца сезона. Дебютировал за клуб футболист 30 июля 2023 года в матче Кубка Беларуси против «Слуцка», выйдя на замену в начале второго тайма. Первый матч в чемпионате футболист сыграл 20 августа 2023 года против долбизновской «Нивы», выйдя на замену на 87 минуте. Первым результативным действием за клуб футболист отличился 7 октября 2023 года в матче против витебского «Макслайна», отдав голевую передачу. На протяжении сезона футболист был в клубе одним из основных игроков, однако преимущественно выходил на поле со скамейки запасных, отличившись своей единственной голевой передачей. По итогу сезона футболист вместе с клубом стал бронзовым призёром чемпионата, отправившись в стыковые матчи на повышение в Высшую лигу. По итогу стыковых матчей футболист вместе с клубом победил «Энергетик-БГУ», чем по итогу помог «Витебску» вернуться назад в Высшую лигу.
В январе 2024 года футболист продлил контракт с витебским клубом до конца сезона. Новый сезон футболист начал 3 марта 2024 года с четвертьфинального матча Кубка Беларуси против «Ислочи», выйдя на замену на 43 минуте, а затем на 62 минуте был заменён обратно. По итогу ответной четвертьфинальной встречи 9 марта 2024 года витебский клуб одержал победу, однако по сумме встреч «Ислочь» оказалась сильнее и вышла в следующий раунд турнира, а сам футболист остался на скамейке запасных. Первый матч в чемпионате футболист сыграл 30 марта 2024 года против мозырской «Славии», выйдя на замену на 42 минуте. По итогу сезона футболист вместе с клубом завершил чемпионат на итоговом пятом месте в турнирной таблице. На протяжении сезона футболист выступал за клуб в роли одного из основных игроков, однако результативными действиями не отличился. В январе 2025 года футболист покинул клуб по окончании срока действия контракта.

### «Алашкерт»
В феврале 2025 года футболист на правах свободного агента присоединился к армянскому клубу «Алашкерт». Дебютировал за клуб футболист 19 февраля 2025 года в матче Кубка Армении против ереванского клуба «Ноа», выйдя на поле в стартовом составе. Затем футболист первые матчи в чемпионате проводил на скамейке запасных. Дебютный матч в чемпионате футболист сыграл 18 апреля 2025 года против ереванского «Арарата», выйдя на поле в стартовом составе. Затем футболист перестал попадать в заявку клуба. На протяжении сезона футболист так и не смог закрепиться в основной команде, проведя за клуб всего лишь 2 матча во всех турнирах, результативными действиями не отличившись. По итогу сезона футболист вместе с клубом завершил чемпионат на итоговом девятом месте в турнирной таблице. По окончании сезона футболист покинул армянский клуб.

### «Гандзасар» Капан
В июле 2025 года на правах свободного агента присоединился к армянскому клубу «Гандзасар». Дебютировал за клуб 1 августа 2025 года в матче против ереванского «Арарата», выйдя на замену на 81 минуте.

## Международная карьера
В апреле 2017 года футболист получил вызов в юношескую сборную Беларуси до 16 лет. Дебютировал за сборную футболист 4 апреля 2017 года в матче против сборной Эстонии. В августе 2017 года футболист получил вызов в юношескую сборную Беларуси до 17 лет. Дебютировал за сборную футболист 16 августа 2017 года в матче против сборной Грузии. В ноябре 2017 года футболист вместе со сборной отправился на квалификационные матчи юношеского чемпионата Европы.
В марте 2019 года футболист получил вызов в юношескую сборную Беларуси до 19 лет. Дебютировал за сборную футболист 25 марта 2019 года в товарищеском матче против сборной Литвы. В октябре 2019 года футболист в составе сборной отправился на квалификационные матчи юношеского чемпионата Европы.
В марте 2021 года футболист получил вызов в молодёжную сборную Беларуси. Дебютировал за сборную футболист в товарищеском матче 26 марта 2021 года против сборной Армении. В сентябре 2021 года футболист в составе сборной отправился на квалификационные матчи молодёжного чемпионата Европы.

## Достижения
«Арсенал» Дзержинск
- Победитель Первой лиги: 2021